# Museum Stella Matutina

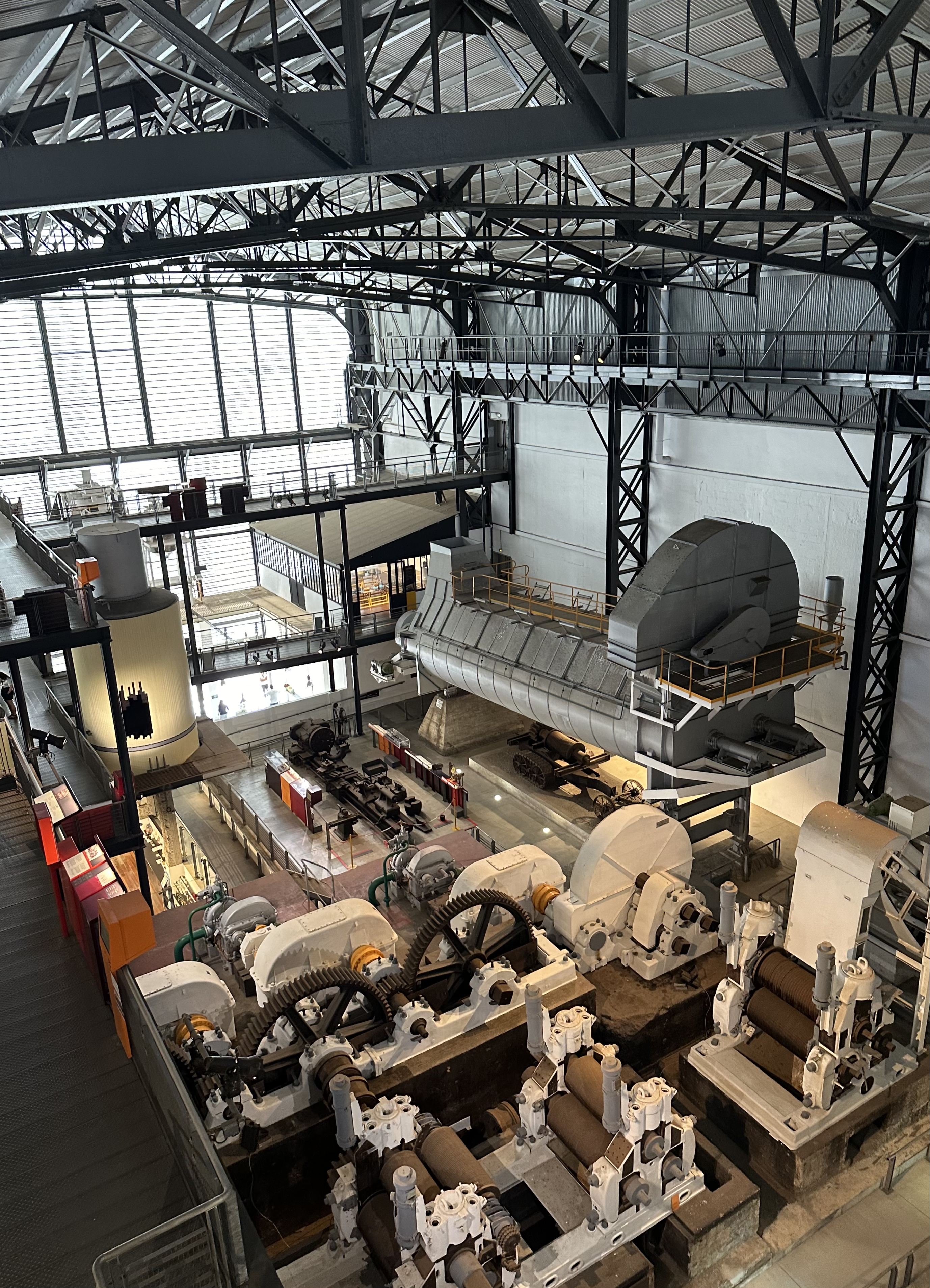
Museum Stella Matutina, 2024

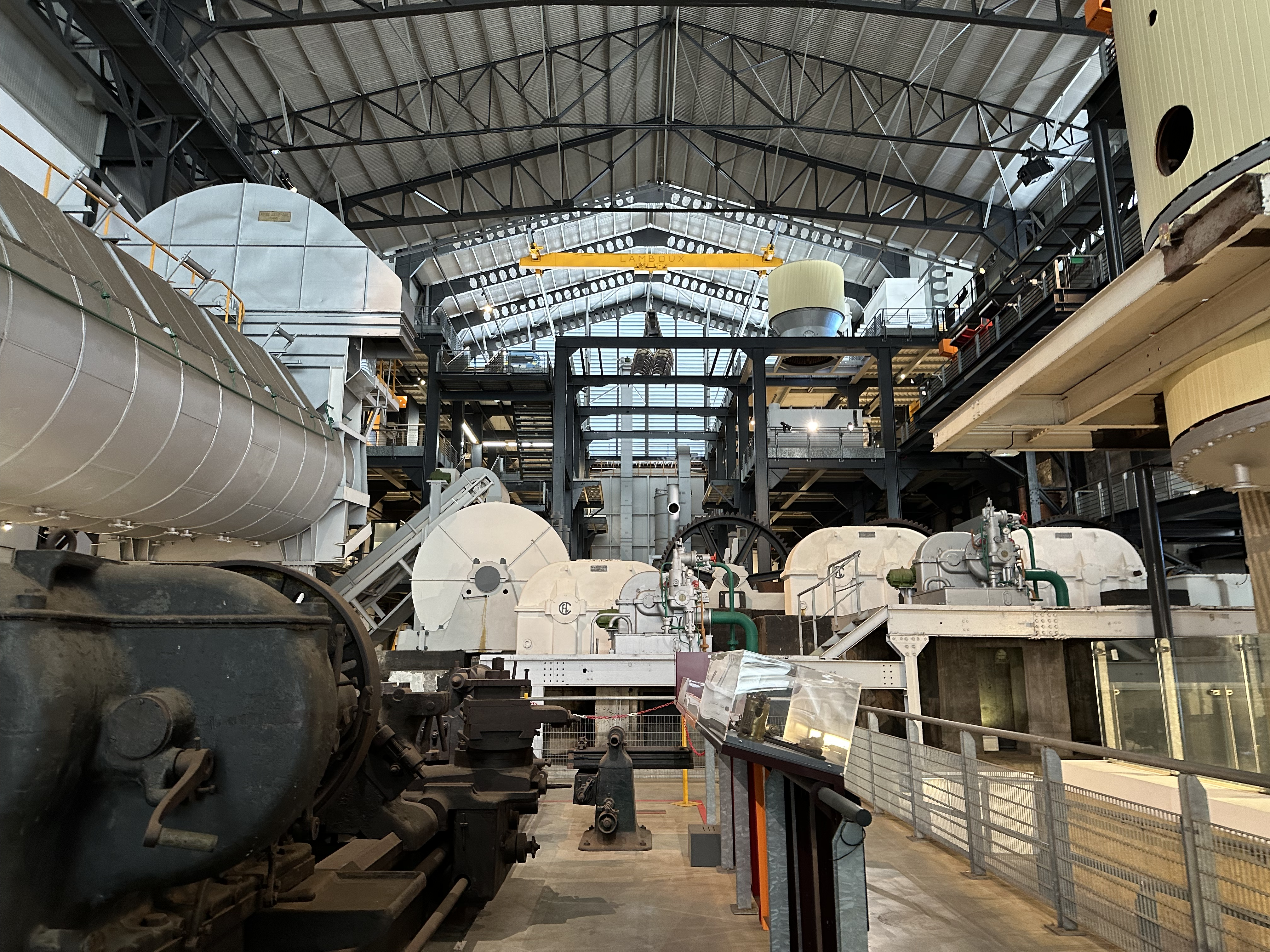
Halle, 2024

Das Museum Stella Matutina (französisch Musée Stella Matutina) ist ein Industriemuseum in der Gemeinde Saint-Leu auf der im Indischen Ozean gelegenen französischen Insel Réunion.

## Lage
Das Museum liegt im westlichen Teil der Insel in Piton Saint-Leu, an der Adresse 6, Allée des Flamboyants 97424 Piton Saint-Leu.

## Ausstattung und Sammlung
Im Museum wird vor allem der Anbau und die Verarbeitung von Zuckerrohr und die damit in Zusammenhang stehenden gesellschaftlichen Entwicklungen von der Sklaverei bis hin zu technischen Entwicklungen thematisiert. Es werden Maschinen, technische Einrichtungen und Dokumentationen zu den tätigen Menschen gezeigt, wobei auch multimediale Elemente die Ausstellung bereichern.
Die Museumsfläche umfasst 3700 m², es besteht ein Veranstaltungssaal mit 400 Plätzen und weitere Veranstaltungsräume. Darüber hinaus gibt es ein Dokumentationszentrum, ein Kino sowie einen Museumsshop. Außerdem gibt es Flächen für temporäre Ausstellungen.
Zu den Ausstellungsstücken gehört auch ein Car courant d’air, ein Omnibustyp der zwischen 1920 und 1970 auf Réunion verkehrte.

## Geschichte

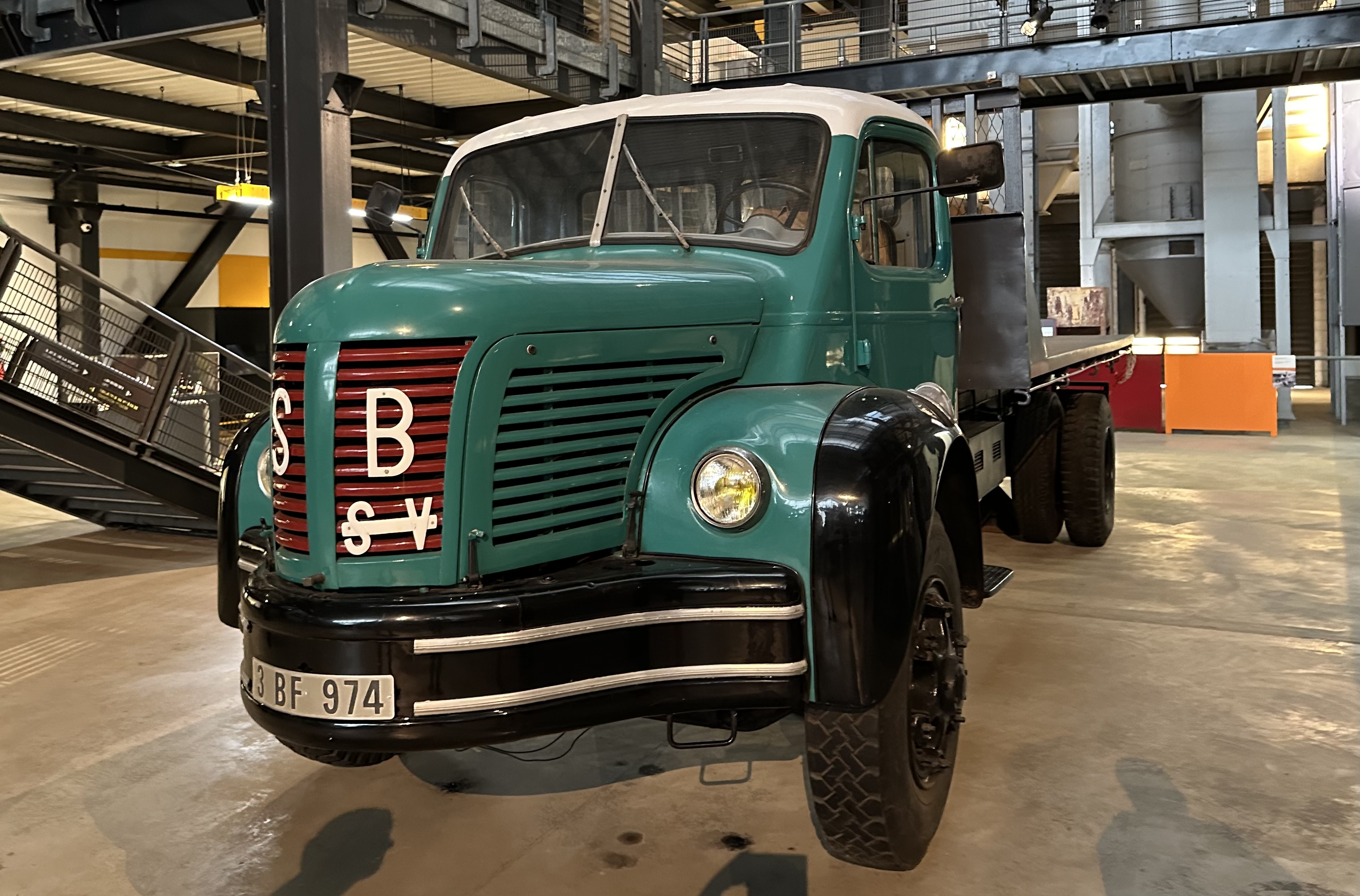
Ausstellungsstück, 2024

Das Museum geht auf eine ehemalige Zuckerfabrik Stella Matutina zurück, von der sich auch der Name ableitet. Die Fabrik war 1857 im Zuge der deutlichen Ausweitung des Zuckerrohranbaus in der Region entstanden. Eigentümer waren Jean-Baptiste Appolidor Lesport und Frédéric Gros Cadet. Die Produktion begann 1858. Es wurden 387 Menschen beschäftigt, darunter 130 Inder, 130 Madegassen und 100 Menschen sonstiger afrikanischer Herkunft. 1861 verkaufte Cadet seine Anteile an Charles Joseph Adamolle und André Justin Béret. Im Jahr 1868 kam es zu Schäden durch einen Zyklon. 1869 wurde die Anlage an den Arzt Jean Dussac verkauft. Er gab der Fabrik den Namen Stella Matutina, da ihn die Venus am Himmel über Saint-Leu beeindruckt hatte. Die Familie Dussac betrieb die Anlage bis 1953, die dann von vom von Émile Hugot geleiteten Unternehmen Sucreries de Bourbon übernommen wurden. Die Fabrik wurde modernisiert und als Laborfabrik genutzt, in der mit neuen industriellen Verfahren experimentiert wurde. Die Fabrik war dann die kleinste noch in Betrieb befindliche Zuckerfabrik auf der Insel Réunion. Das Unternehmen geriet in wirtschaftliche Schwierigkeiten, so dass 1978 die Stella Matutina geschlossen werden musste. Das Werk stand dann leer und wurde 1985 von der Region erworben, die beschlossen hatte, hier ein Museum einzurichten.
Das Museum wurde 1991 eröffnet. Ab 2011 erfolgte eine grundlegende Sanierung und Überarbeitung, nach der das Museum 2015 wieder eröffnet wurde.